# Oratorio di San Cesareo in Palatio
Oratorio di San Cesareo in Palatio, även benämnt Oratorio di San Cesareo de Graecis, var ett oratorium i Rom, helgat åt den helige martyren Caesarius av Terracina. Oratoriet var inkorporerat i Domus Augustana, det augusteiska palatset, på Palatinen. 

## Kyrkans namn
Tillnamnet ”Palatio”, av latinets Palatium, kan antingen syfta på själva kullen Palatinen eller på det kejserliga palatset beläget där. ”Graecis” åsyftar greker, vilket har att göra med att ett kloster för grekiska munkar inrättades vid oratoriet på 800-talet. Dessa munkar kom att kallas ”Saccitae” efter de tunikor de bar.

## Oratoriets historia
Det råder osäkerhet om när oratoriet konsekrerades. Konsekreringen ägde förmodligen rum under slutet av 300-talet, då de heliga Caesarius och Julianus reliker fördes hit.
Oratoriets första dokumenterade omnämnande – oratorio Sancti Cesarii intra Palatio – förekommer i ett brev skrivet år 603 av påve Gregorius den store (590–604).
San Cesareo omnämns därefter i Catalogo di Cencio Camerario, en förteckning över Roms kyrkor sammanställd av Cencio Savelli år 1192 och bär där namnet sco. Cesario Grecorum.
Därtill förekommer oratoriet i Il catalogo Parigino (cirka 1230) som s. Cesarius de Grecis, i Il catalogo di Torino (cirka 1320) som Ecclesia sancti Cesarii de Palatio ordinis Saccitarum och i Il catalogo del Signorili (cirka 1425) som sci. Cesarii in Palatio.
De grekiska munkarna lämnade klostret under 1300-talet och oratoriet övergavs. Sannolikt revs det under 1400-talets senare hälft.
År 1907 upptäckte arkeologen Alfonso Bartoli rester av oratoriet i samband med rivningen av Villa Mills, vilken hade uppförts på Palatinen under 1500-talet. Bartoli påträffade bland annat en absid med freskfragment.